# Isosturmia chatterjeeana
Isosturmia chatterjeeana là một loài ruồi trong họ Tachinidae.